# 71 Leonis
71 Leonis är en orange jätte i stjärnbilden Lejonet.
71 Leonis har visuell magnitud +7,01 och kräver fältkikare för att kunna observeras. Den befinner sig på ett avstånd av ungefär 530 ljusår. Den tillhör Zeta Herculis Moving Group, en grupp stjärnor som har en gemensam rörelse genom rymden.